# Stirling (Council Area)
Stirling (gälisch Sruighlea) ist eine von 32 Council Areas in Schottland. Sie grenzt an Argyll and Bute, Clackmannanshire, East Dunbartonshire, Falkirk, North Lanarkshire, Perth and Kinross und West Dunbartonshire.
Etwas mehr als zwei Drittel der Bevölkerung lebt am südöstlichen Rand des Bezirks, in der Stadt Stirling sowie in den umliegenden Ortschaften der Central Lowlands. Dazu gehören Dunblane und Bridge of Allan im Norden, Bannockburn im Süden und die drei ehemaligen Bergmannssiedlungen Cowie, Fallin und Plean im Osten (die zusammen als „The Eastern Villages“ bezeichnet werden).
Die übrigen 30 % der Bevölkerung lebten verstreut im ausgedehnten ländlichen Teil dieses Verwaltungsbezirks. Die südliche Hälfte umfasst die flache Schwemmlandebene des Flusses Forth, im Süden begrenzt durch die Touch Hills und Campsie Fells. Nördlich des Tales liegen die Trossachs und die Hügel der Highlands.

## Untere Verwaltungsebene
Stirling gliedert sich, auf der unteren Ebene, in insgesamt 42 Community Council Areas. Diese sind
- Arnprior
- Balfron
- Balquhidder, Lochearnhead and Strathyre
- Bannockburn
- Braehead and Broomridge
- Bridge of Allan
- Buchanan
- Buchlyvie
- Callander
- Cambusbarron
- Cambuskenneth
- Carron Valley and District
- Causewayhead
- Cornton
- Cowie
- Croftamie
- Drymen
- Dunblane
- Fintry
- Gargunnock
- Gartmore
- Hillpark and Milton
- Killearn
- Killin
- Kilmadock
- King’s Park
- Kippen
- Logie
- Mercat Cross and City Centre
- Plean
- Polmaise
- Port of Menteith
- Raploch
- Riverside
- St Ninians
- Strathard
- Strathblane
- Strathfillan
- Thornhill and Blairdrummond
- Throsk
- Torbrex
- Trossachs

## Orte
- Aberfoyle
- Ardchyle
- Ardeonaig
- Arnprior
- Balfron
- Balmaha
- Balquhidder
- Bannockburn
- Blair Drummond
- Blanefield
- Boreland
- Bridge of Allan
- Brig o’ Turk
- Buchlyvie
- Callander
- Cambusbarron
- Cowie
- Craigruie
- Crianlarich
- Croftamie
- Doune
- Drymen
- Dunblane
- Fallin
- Fintry
- Gargunnock
- Gartmore
- Gartness
- Inverlochlairg
- Inversnaid
- Kenknock
- Killearn
- Killin
- Kinbuck
- Kinlochard
- Kippen
- Lochearnhead
- Mugdock
- Port of Menteith
- Plean
- Rowardennan
- Stirling
- Strathblane
- Strathyre
- Stronachlachar
- Thornhill
- Tyndrum

## Sehenswürdigkeiten
- Blair Drummond Safari and Adventure Park
- Breadalbane Folklore Centre
- Cambuskenneth Abbey
- Culcreuch Castle
- Doune Castle
- Falls of Dochart
- Falls of Lochay
- Glen Dochart
- Inchmahome Priory
- Lake of Menteith
- Loch Achray
- Loch Ard
- Loch Earn
- Loch Katrine
- Loch Venachar
- Moirlannich Longhouse
- Queen Elizabeth Forest Park
- Sir John de Graham’s Castle eine mittelalterliche Motte
- Stirling Castle
- University of Stirling
- Wallace Monument

siehe auch Liste der Kategorie-A-Bauwerke in der Council Area Stirling

## Politik
Der Council von Stirling umfasst 23 Sitze, die sich wie folgt auf die Parteien verteilen:
| Partei                  | Sitze |
| ----------------------- | ----- |
| Scottish National Party | 9     |
| Conservative            | 9     |
| Labour                  | 4     |
| Green                   | 1     |